# 風越公園 (軽井沢町)
風越公園（かざこしこうえん）は、長野県北佐久郡軽井沢町にある都市公園（総合公園）である。公園内にある軽井沢風越公園アリーナは1998年（平成10年）の長野オリンピックでカーリング会場として使用された。

## 施設

### 軽井沢風越公園総合管理事務所
- 所在地：長野県北佐久郡軽井沢町大字発地1157-6
- 指定管理者：風越パークコーオペレイション

### 軽井沢風越公園アイスアリーナ
ふるさと創生事業を活用し、1990年（平成2年）に、夏季は屋内テニスコート、冬季はスケートリンクと切り替えて使用する「風越公園アリーナ」として開設。1993年（平成5年）に長野オリンピックのカーリング会場に決定し、1998年（平成10年）2月9日から2月15日まで長野オリンピックにおいてカーリング競技を実施した。2009年（平成21年）12月23日より、通年営業のスケートリンクに転換し、現称に変更した。
- スケートリンク：60 m × 30 m

### スカップ軽井沢

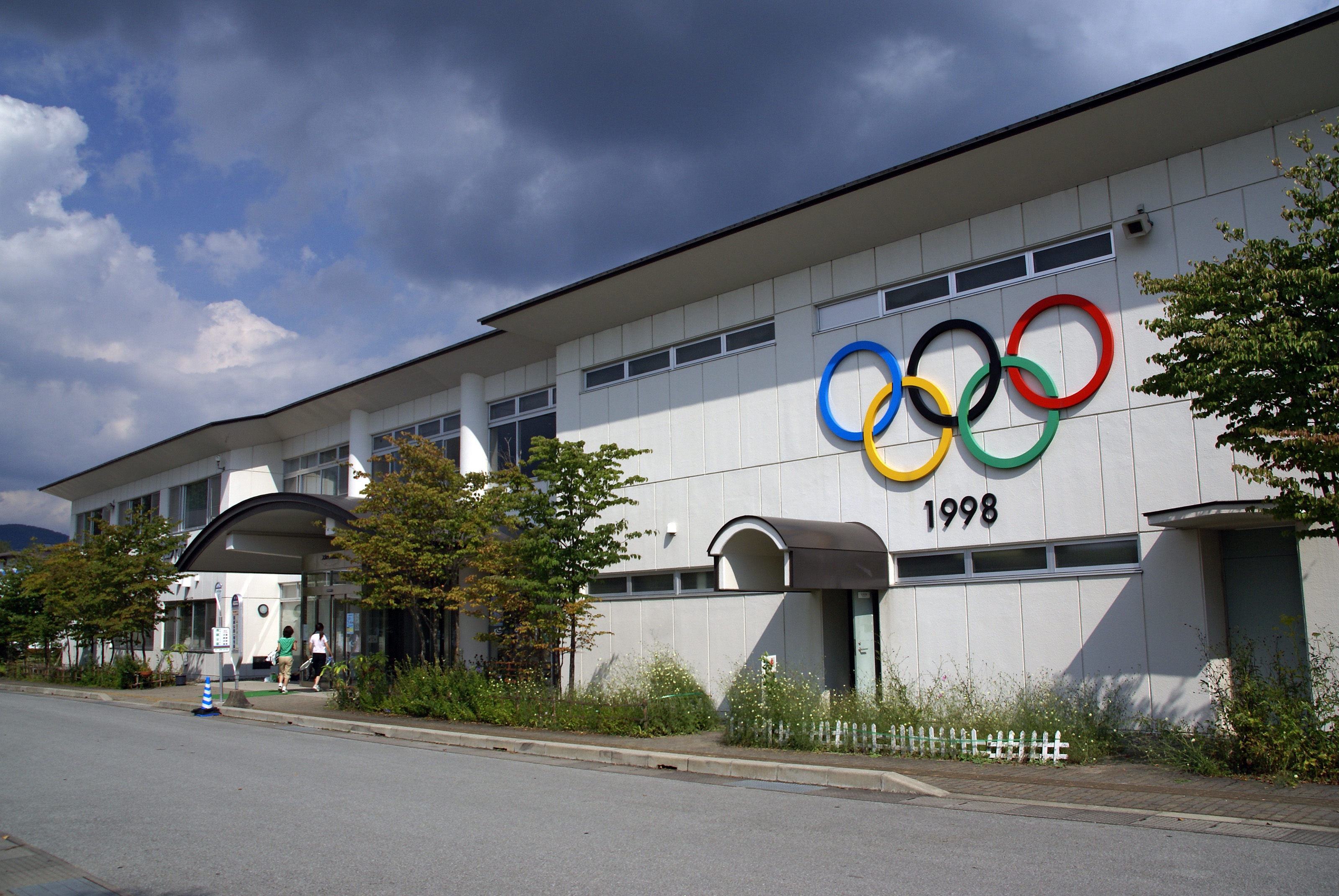
スカップ軽井沢

かつては夏季は室内温水プール、冬季はカーリング場として使用されていたが、2014年に通年型の温水プールに改修された。館内には会議室・多目的室もある。

#### 室内温水プール
- 開場時期：通年　2014年4月から通年となり、2Fがトレーニングジムになった。
- 大人用プール：25 m × 6コース、水深1.2 m
- 子供用プール：180 m2、水深0.3 m、0.7 m

### 軽井沢アイスパーク

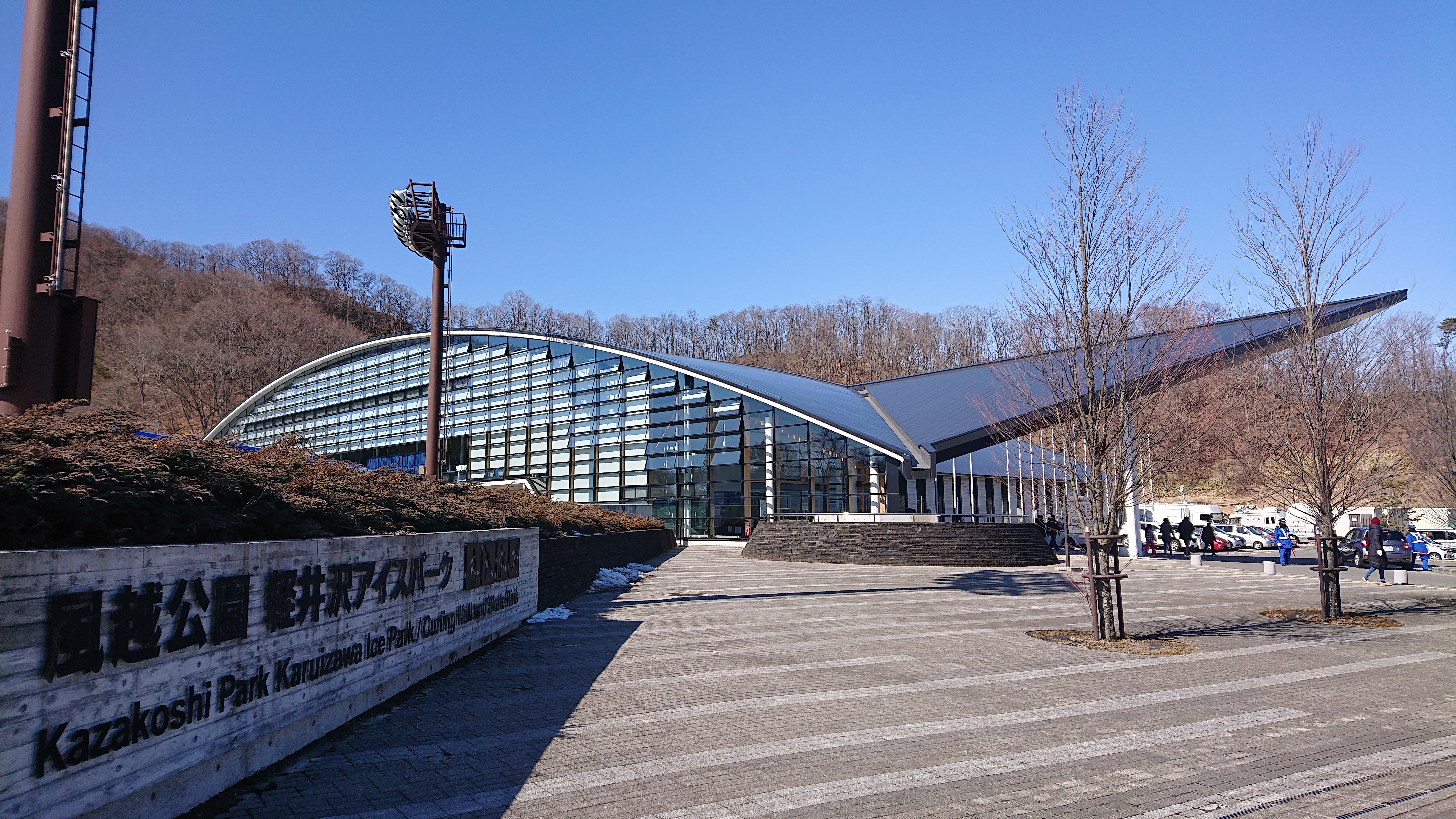

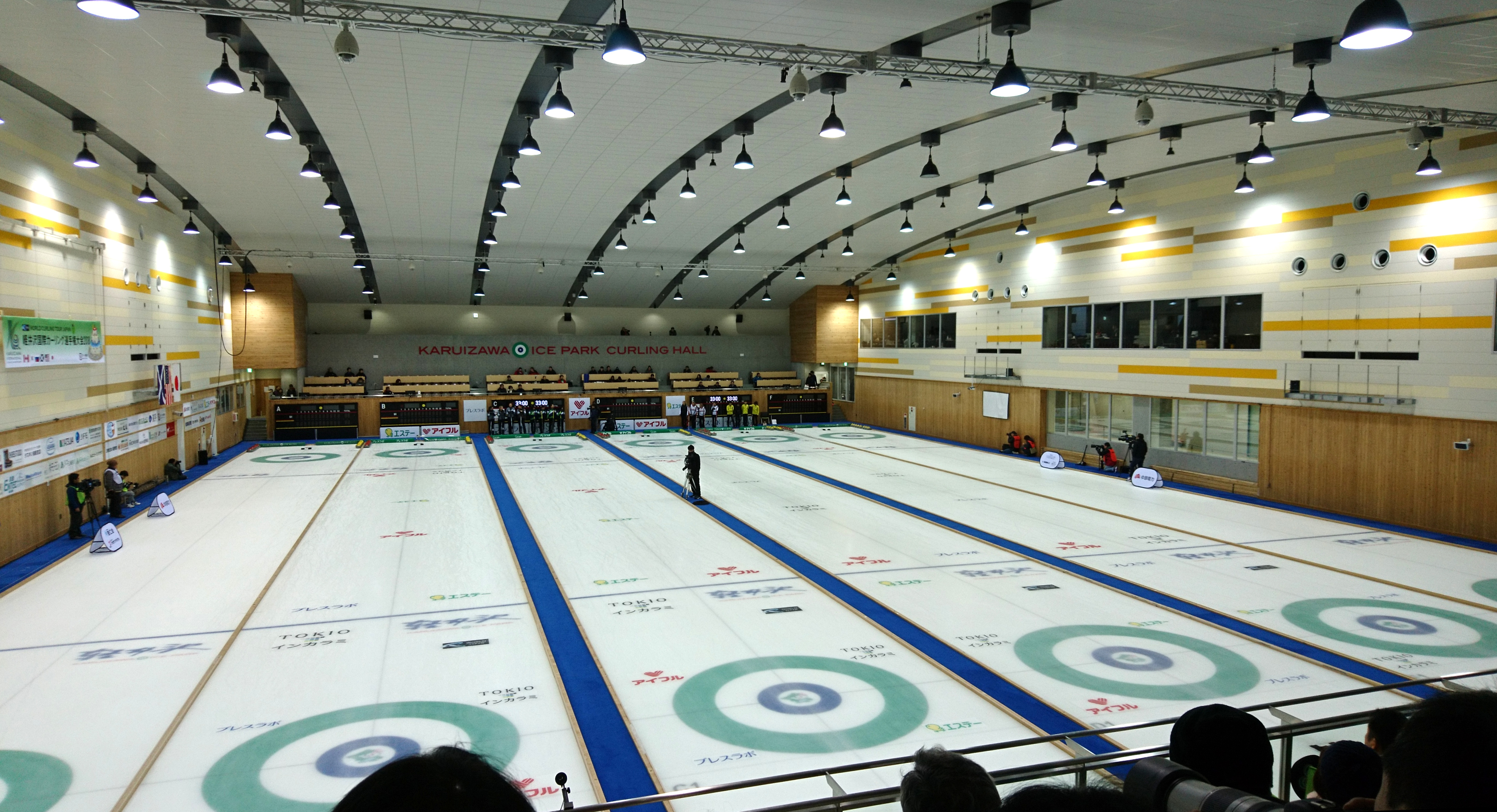
軽井沢アイスパーク

通年型のカーリング場で、2013年4月に開設された。
- 開場時期：通年
- カーリングシートは6シートで、通年型のカーリング場としては日本最大規模である[6]
- 女子カーリングの中部電力や男子カーリングのSC軽井沢クラブ等が練習拠点として使用している。

### 屋外スケートリンク・フットサルコート
- スケートリンク：400 m × 13 m

### 軽井沢風越公園総合体育館（旧：軽井沢勤労者体育センター）
体育館。2014年7月に建て替えられた。
- 体育室: 820 m2

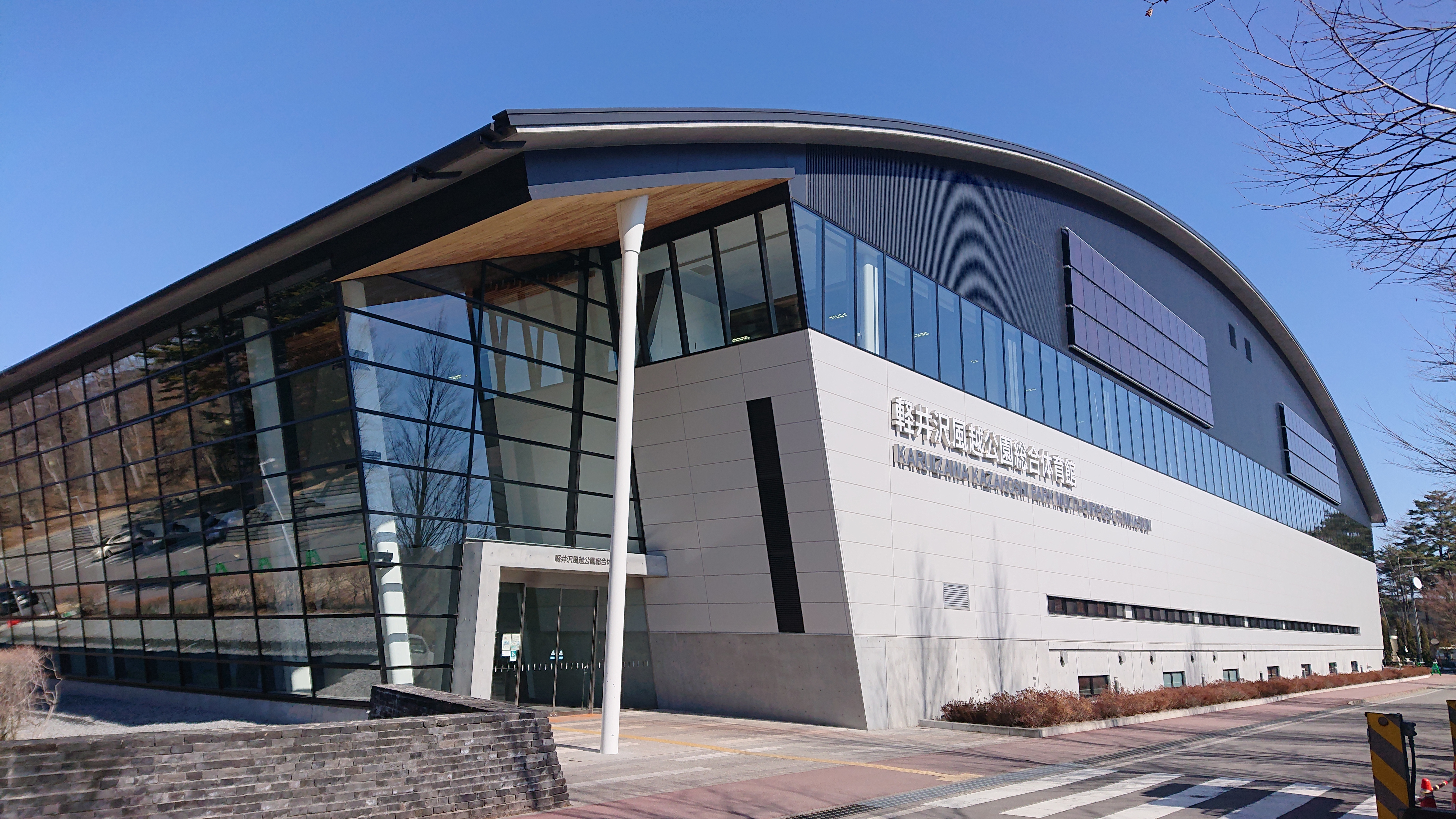
軽井沢風越公園総合体育館

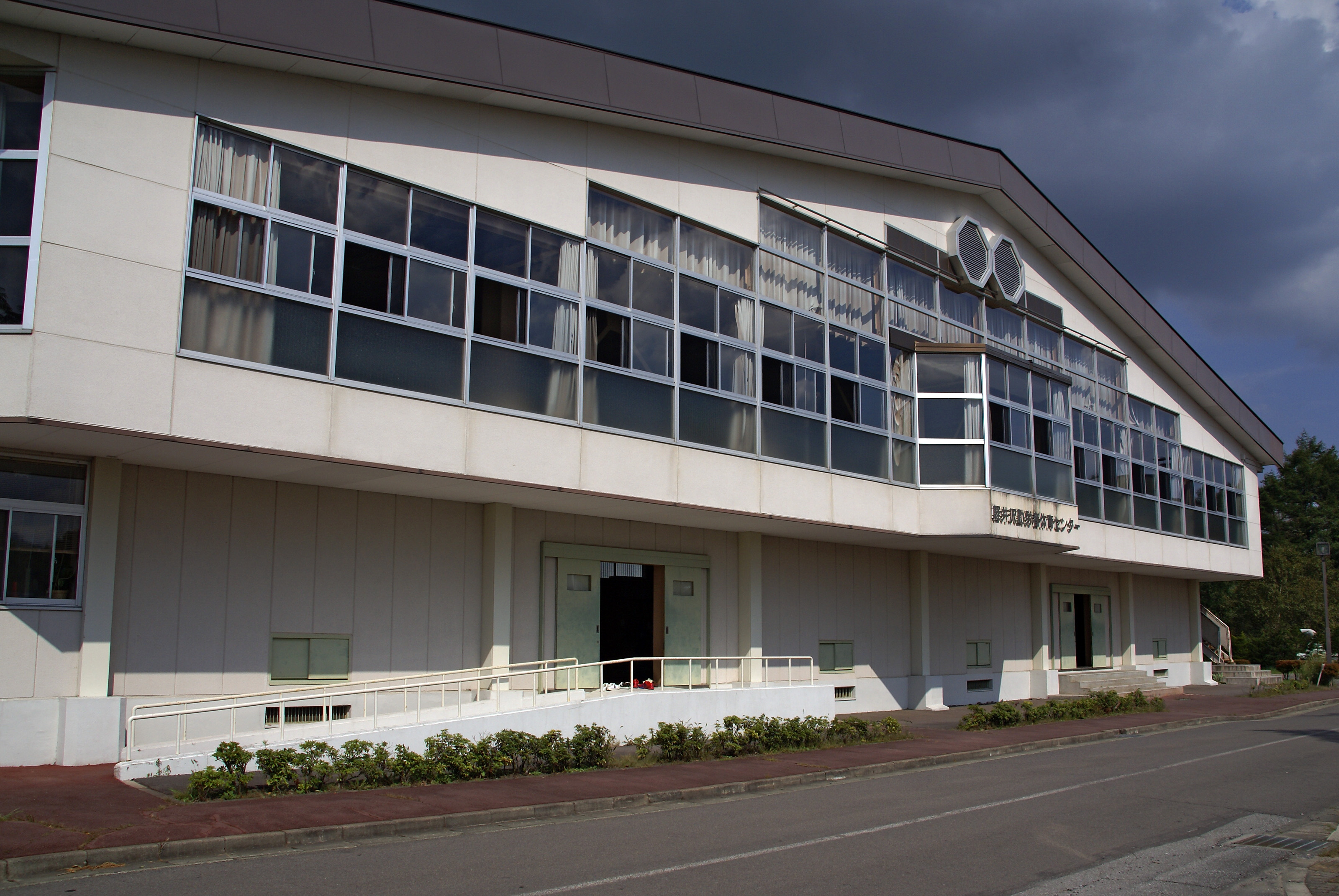
旧 軽井沢勤労者体育センター

  - バレーコート2面、バスケットボールコート1面、バドミントン4面、卓球台4台、ランニングコース120 mの設定が可能

### 軽井沢風越公園屋外テニスコート
- 砂入人工芝コート14面（うち8面は夜間照明設置）

### 軽井沢風越公園グラウンド
- 開場時期: 4月下旬から11月中旬
- 野球・ソフトボール2面もしくは、サッカー1面
- 野球用バックネット2基（ダッグアウト1対）
- サッカーゴール1対
- 夜間照明設備

### 軽井沢オリンピック記念館
1964年（昭和39年）の東京オリンピックの総合馬術会場、1998年（平成10年）の長野オリンピックのカーリング会場として、世界で初めて夏季・冬季の両方のオリンピックの会場となったことを記念して、オリンピックの変遷を映像とパネルで紹介する施設である。2000年（平成12年）に開館。スカップ軽井沢に隣接していた。2013年（平成25年）3月31日閉館。施設は改装され、2014年（平成26年）5月1日、軽井沢町植物園展示館として開館した。

### 軽井沢町植物園
スポーツ施設とは別に公園内に所在している（所在地：長野県北佐久郡軽井沢町大字発地1166）。1975年（昭和50年）開園。敷地約20000 m2。入園料100円。軽井沢に自生する植物を中心にした植物園。約145科、1600種類余りの樹木や草花が植栽展示されている。園内には湧水、湿地、傾斜地などがあり、自由に散策・見学できる。管理棟（来園者休憩所）・あづまや・展示館（2014年（平成26年）5月1日開館）を備える。展示・調査・研究の他、軽井沢一帯の植物保全活動も行っている。

## 周辺情報
- ムーゼの森 - 軽井沢絵本の森美術館、エルツおもちゃ博物館
- 軽井沢タリアセン - 軽井沢高原文庫、深沢紅子野の花美術館、ペイネ美術館